# Olmos de Ojeda
Olmos de Ojeda es una localidad, una pedanía y también un municipio de la comarca de Boedo-Ojeda en la provincia de Palencia, comunidad autónoma de Castilla y León, España.

## Geografía
Su término municipal comprende también las pedanías de:
- Amayuelas de Ojeda
- Moarves de Ojeda
- Montoto de Ojeda
- Pisón de Ojeda
- Quintanatello de Ojeda
- San Pedro de Ojeda
- Vega de Bur
- Villavega de Ojeda

## Historia
Hasta la reforma de la nomenclatura municipal de 1916 el municipio se llamaba Olmos de Ojeda ó Santa Eufemia. En dicha fecha su nombre fue modificado por el de Olmos de Ojeda.
En 1971 se fusionan los municipios de Olmos de Ojeda y Vega de Bur, estableciéndose la casa consistorial del nuevo municipio en Olmos de Ojeda.

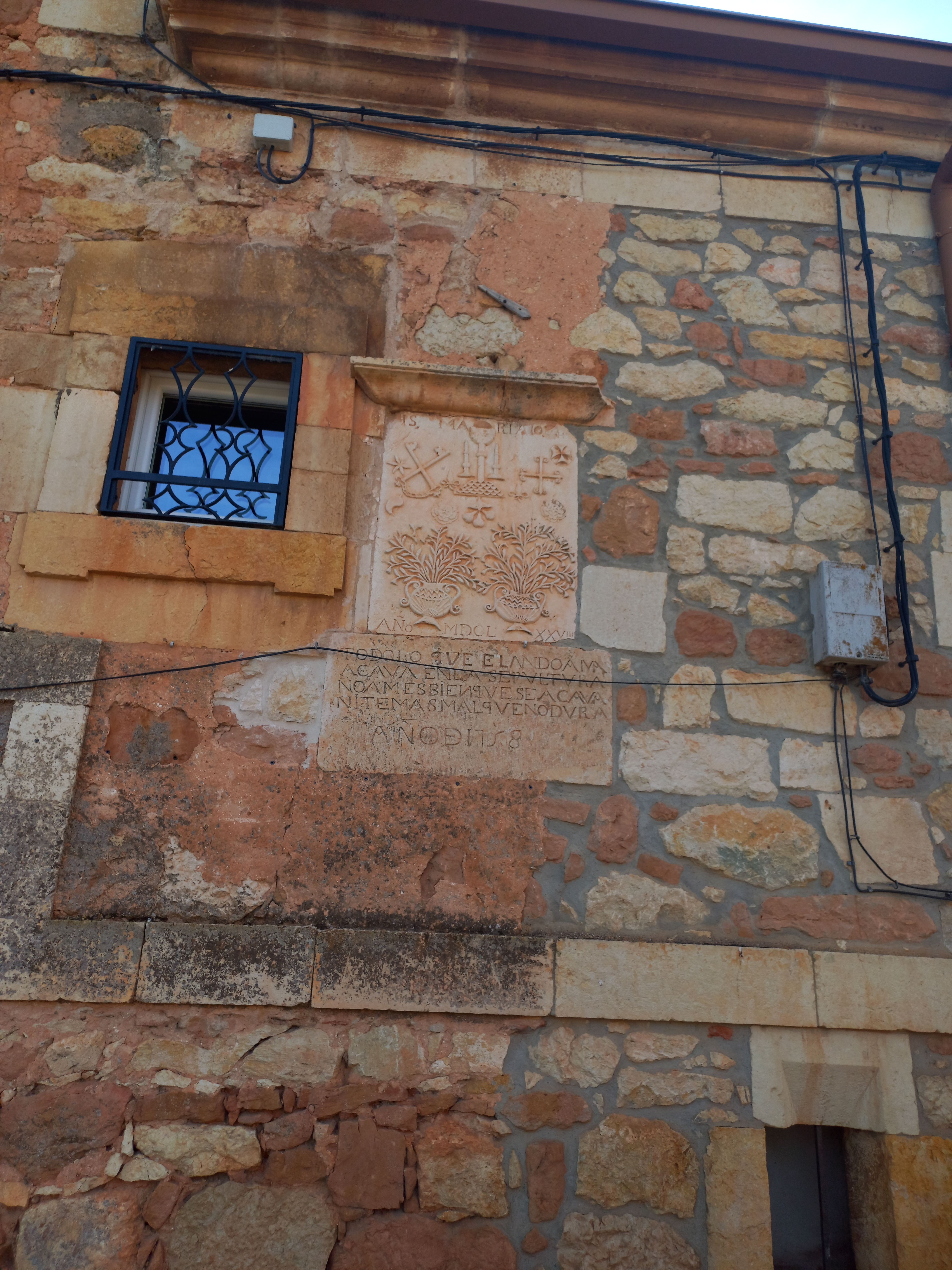
Casa nobiliar con leyenda relativa a la brevedad de la vida.

En su casco urbano se encuentra una casa nobiliar muy modificada pero que, junto con el escudo familiar, conserva una inscripción con la siguiente leyenda: "TODO LO QUE EL MUNDO AMA ACAVA EN LA SEPULTURA. NO AMES BIEN QUE SE ACABA NI TEMAS MAL QUE NO DURA. AÑO DE 1758" como clara referencia al concepto de carpe diem. En su término municipal se ubica la iglesia de Santa Eufemia de Cozuelos, resto superviviente de un monasterio.

## Geografía humana

### Demografía
Cuenta con una población de 170 habitantes (INE 2024).
| Gráfica de evolución demográfica de Olmos de Ojeda entre 1842 y 2021 |
| |
| Población de derecho según los censos de población del INE Población de hecho según los censos de población del INEEntre el censo de 1857 y el anterior, crece el término del municipio porque incorpora a 345060 (Moarves de Ojeda), 345082 (Quintanatello de Ojeda), 345114 (San Pedro de Moarves), y 345170 (Villavega de Micieces) Entre el censo de 1981 y el anterior, crece el término del municipio porque incorpora a 34197 (Vega de Bur) |